# A Madea Christmas
Série Madea (en)
Madea : Protection de témoins
(2012) Boo! A Madea Halloween
(2016)
Pour plus de détails, voir Fiche technique et Distribution.
A Madea Christmas est un film de Noël américain réalisé par Tyler Perry et sorti en 2013. 
Adapté de la pièce de théâtre musicale du même nom (en) de Tyler Perry, il s'agit du huitième film mettant en vedette le personnage de Madea (en).

## Synopsis
La nièce de Madea va aller fêter Noël avec sa belle-famille mais sa mère décide de s'imposer pour le réveillon et d'entrainer sa sœur avec elle. 

## Fiche technique
- Titre : A Madea Christmas
- Réalisation : Tyler Perry
- Scénario : Tyler Perry
- Musique : Christopher Young
- Photographie : Alexander Gruszynski
- Montage : Maysie Hoy
- Production : Ozzie Areu, Matt Moore, Tyler Perry et Mark E. Swinton
- Société de production : The Tyler Perry Company
- Société de distribution : Lionsgate (États-Unis)
- Pays de production :  États-Unis
- Genre : Comédie dramatique
- Durée : 100 minutes
- Dates de sortie : 
  - États-Unis : 13 décembre 2013

## Distribution
- Tyler Perry : Mabel « Madea » Williams (en)
- Kathy Najimy (VF : Ingrid Donnadieu) : Kim Williams
- Chad Michael Murray (VF : Yoann Sover) : Tanner McCoy
- Anna Maria Horsford (VF : Josiane Pinson) : Eileen Murphy
- Tika Sumpter : Lacey Williams (née Murphy)
- Eric Lively (VF : Juan Llorca) : Conner Williams
- JR Lemon (en) : Oliver
- Alicia Witt : Amber McCoy
- Lisa Whelchel (en) : Nancy Porter, la principale
- Larry the Cable Guy : Buddy Williams
- Noah Urrea (en) : Bailey McCoy
- Jonathan Chase : Alfred
- Antoine Dodson (en) : le youtubeur
- Ashlee Heath : Audry
- Caroline Kennedy : Lucy
- Vickie Eng (en) (VF : Alice Fourmy) : la cliente
- Sweet Brown (en) : elle-même

 Source et légende : version française (VF) sur RS Doublage

## Accueil
Le film a reçu un accueil défavorable de la critique. Il obtient un score moyen de 28 % sur Metacritic.